# 桑宗
桑宗（法語：Sampzon，法語發音：[sɑ̃zɔ̃]）是法国阿尔代什省的一个市镇，位于该省南部，属于拉让蒂耶尔区。

## 地理
桑宗（44°25'29"N, 4°20'36"E）面积8.39 平方千米，位于法国奥弗涅-罗讷-阿尔卑斯大区阿尔代什省，该省份为法国东南部内陆省份，北起顺时针与卢瓦尔省、伊泽尔省、德龙省、沃克吕兹省、加尔省、洛泽尔省和上盧瓦爾省接壤。
与桑宗接壤的市镇（或旧市镇、城区）包括：格罗皮埃尔、吕翁斯、圣阿尔邦-欧里奥勒、萨拉瓦斯、瓦隆蓬达尔克。

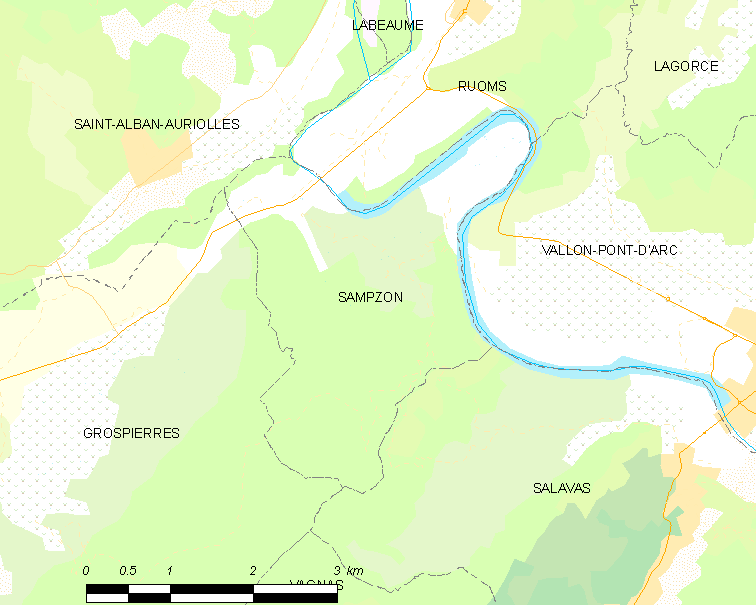
桑宗的OSM定位图

桑宗的时区为UTC+01:00、UTC+02:00（夏令时）。

## 行政
桑宗的邮政编码为07120，INSEE市镇编码为07306。

## 政治
桑宗所属的省级选区为瓦隆蓬达尔克县。

## 人口

1962-2008年间桑宗人口变化图示

桑宗于2022年1月1日时的人口数量为244人。